# آلفرد تنیسون
آلفرد لرد تنیسون (به انگلیسی: Alfred Lord Tennyson) (زاده ۶ اوت ۱۸۰۹ – درگذشته ۶ اکتبر ۱۸۹۲) ملک‌الشعرای بریتانیا در عصر ویکتوریا و یکی از معروفترین شاعران تاریخ این کشور است.

## زندگی
تنیسون در ۶ اوت ۱۸۰۹ در سامرسبای، لینکلن‌شر انگلستان متولد شد. او در خانواده‌ای از طبقهٔ متوسط خاندان تنیسون به دنیا آمد، ولی گویا تبار اشراف‌زادگی هم داشته که جزئیات آن معلوم نیست. آلفرد سومین فرزند خانواده بود.
پدر او کشیش بود.
آلفرد در سال ۱۸۲۷ وارد کالجِ ترینیتیِ دانشگاه کمبریج شد؛ هرچند در سوّمین سالِ تحصیل، ناگزیر شد که آنجا را ترک کند.
او در کمبریج با آرتور هنری هالم (۱۸۱۱–۱۸۳۳) که او نیز شاعر بود، ملاقات کرده بود و با او رابطهٔ عاطفی عمیقی پیدا کرد. این دو زمانی بسیار را به مقال‌های فلسفی و سرودن شعر گذراندند و فرانسه جنوبی، پیرنه، و آلمان را با هم گشتند.
آلفرد امیلی سل وود را که بعدها دلباخته او شد و تنها عشق او محسوب شد، در همین سال ملاقات کرد. این آشنایی توسط آلفرد هالم صورت گرفت. همچنین امیلی، خواهر آلفرد و آرتور نامزدی خود را اعلام کردند.
با بررسی منظومهٔ کاخِ هنر که وی آن را چندی پس از خروج از کالجِ ترینیتی سُرود، چنین به نظر می‌آید که محیطِ فیزیکی و معنوی این کالج بسیار بر او و شخصیتِ شعریِ او اثر گذاشته است.
خبر درگذشت هالم در اول اکتبر ۱۸۳۳ به تنیسون رسید. در این زمان تنیسون به همراه مادرش و نه تا از ده تا خواهر و برادرش در مسکنی کوچک در سامرسبای لینکلن‌شر می‌زیست. پس از مرگ پدرش در سال ۱۸۳۱، تنیسون مجبور شده بود به خانه بازگردد تا معاش خانواده‌اش را بر دوش کشد. در این دوران آشنایان بیش‌ازپیش نگران حال جسمی و روحی او بودند. درآمد خانواده اندک بود و سه تا از برادرانش هم به بیماری‌های روانی ابتلا داشتند. بااین‌همه وضع تنیسون اندکی رو به بهبود بود — داشت به وظایف زندگی خانگیش عادت می‌کرد، مجدداً با دوستانش رابطه‌ای برقرار کرده بود، و کتابی از اشعارش را در سال ۱۸۳۲ به چاپ رسانده بود — که خبر درگذشت هالم را به او رساندند. امیلیا، خواهر تنیسون که نامزد هالم بود نیز در این اندوه با او شریک بود. سراغ مرگ هالم را در بسیاری از اشعار تنیسون می‌توان گرفت، از جمله اولیس و به یادبود آ.ه.ه.، یکی از ناب‌ترین آثارش که در سال ۱۸۳۳ کار را بر روی آن آغاز کرد و هفده سال بعد به پایان رساند.
در سال ۱۸۳۹، آلفرد و امیلی به‌طور رسمی نامزدی خود را اعلام کردند و در سال ۱۸۴۰ به‌طور رسمی از هم جدا شدند. عامل اصلی در جدایی آلفرد و امیلی که بسیار دلباخته هم بودند پدر امیلی بود.
درنهایت در ژوئن ۱۸۵۰ آلفرد و امیلی با هم ازدواج کردند.
در ۱۱ اوت ۱۸۵۲، هالم تنیسون، فرزند اول آلفرد متولد شد و بعد از او لیونل تنیسون در ۱۶ مارس ۱۸۵۴ به دنیا آمد.
پس از آنکه ویلیام وردزورث در گذشت، دربار بریتانیا به ملک الشعرایی جدید نیاز داشت. این شغل ابتدا به ساموئل راجرز ۸۷ ساله پیشنهاد شد که او آن را رد کرد. در سال ۱۸۸۴ ملکه ویکتوریا به‌طور رسمی به او لقب لرد تنیسون را داد.
تنیسون با زبان و ادبیاتِ پارسی نیز آشنا بود. در سالِ ۱۸۴۶ ادوارد بی. کاول، که دوست مشترک تنیسون و ادوارد فیتزجرالد بود و در آن روزگار و مدّتی پس از آن، چیره‌ترین فرد در انگلستان بر ادبیّات پارسی بود، تنیسون را با زبانِ فارسی آشنا کرد. وی دلبستگی بسیاری به حافظ داشت و در اشعار خود گاهی از کلمات فارسی بهره می‌گرفت.

## مرگ
آلفرد تنیسون در ۶ اکتبر ۱۸۹۲ در کنار همسر و فرزندانش بر اثر نقرس در گذشت.

## آثار
- منظومهٔ کاخِ هنر
- لاکسلی هال
- اولیس (شعر)
- شاهزاده خانم (شاهدخت)
- به یاد آ.ه. ه (A.H.H)
- مائود
- آنوخ آردن
- هارولد
- چکامه‌های شاه
- بکت
- بانوی شالوت[۸]

### کتابشناسی
- Hughes, Linda K. (1979). "Dramatis and private personae: 'Ulysses' revisited". Victorian Poetry. 17 (3): 192–203.
- Rader, Ralph Wilson (1962). "Tennyson in the Year of Hallam's Death". PMLA. JSTOR. 77 (4): 419. doi:10.2307/460566. ISSN 0030-8129.
- "In Memoriam" by Alfred, Lord Tennyson. Macmillan Master Guides. 1987. ISBN 978-1-349-08909-3. Retrieved 2018-09-09.